# Marcin Hycnar
Marcin Hycnar (ur. 18 stycznia 1983 w Tarnowie) – polski aktor, reżyser, menedżer kultury.

## Życiorys

### Rodzina i edukacja
Jest synem lekarki i właściciela zakładu fotografii barwnej. Ma młodszego o 14 lat brata, Jędrzeja, który również jest aktorem, a także młodszą siostrę. Dorastał w Tarnowie, gdzie uczęszczał do Szkoły Podstawowej nr 18 i I Liceum Ogólnokształcącego im. Kazimierza Brodzińskiego.
Studiował na Wydziale Aktorskim (2006) i Wydziale Reżyserii (2016) Akademii Teatralnej im. Aleksandra Zelwerowicza w Warszawie. Jest wykładowcą na kierunku aktorstwo tej uczelni. Ukończył Podyplomowe Studia Menedżerów Kultury w Szkole Głównej Handlowej w Warszawie.

### Praca zawodowa
Jako aktor debiutował występami w grupie teatralnej Tuptusie działającej przy Szkole Podstawowej nr 18 w Tarnowie. W latach 2006–2016 był aktorem Teatru Narodowego w Warszawie. W latach 2017–2020 pełnił funkcję zastępcy dyrektora – dyrektora artystycznego Teatru im. Ludwika Solskiego w Tarnowie. W latach 2020–2022 był dyrektorem Teatru im. Stefana Jaracza w Łodzi. Od 2023 gra w warszawskim teatrze Polonia w monodramie Pogo na podstawie książki Jakuba Sieczki pod tym samym tytułem. Od września 2024 jest zastępcą dyrektora ds. artystycznych w Teatrze Współczesnym w Warszawie.
Zagrał Ignacego Koniecznego, głównego bohatera serialu Sługa narodu (2023), polskiej wersji ukraińskiego serialu o tym samym tytule.

## Życie prywatne
W sierpniu 2011 poślubił aktorkę Kamilę Borutę, jednak 26 lipca 2017 się rozwiedli.

## Filmografia

### Aktor
- 1997: Rabbi
- 2005: Na dobre i na złe jako Emil Wójcik
- 2005: Boża podszewka. Część druga jako kolega Herda
- 2006: Daleko od noszy jako asystent przy operacji Kidlera
- 2007: Ogród Luizy jako sanitariusz Marian
- 2007–2012, 2014–2015: Barwy szczęścia jako Paweł Zwoleński
- 2007: Teraz albo nigdy! jako kierowca (gościnnie)
- 2008: Agentki jako prezenter pogody Jacek Migdałek
- 2009: Drzazgi jako Bartek
- 2012: Być jak Kazimierz Deyna jako głos Kazika, narratora filmu
- 2013: Wałęsa. Człowiek z nadziei jako KOR-owiec Rysiek
- 2013: Czas honoru jako partyzant, członek oddziału Władka (odc. 66 i 68)
- 2013–2014: Prawo Agaty jako Robert Dębski, brat Marka
- 2013: Hotel 52 jako Irek Gorczyński (odc. 90 i 91)
- 2014: Sama słodycz jako Wiktor, przyjaciel Fryderyka
- 2017: Volta jako Xavery[14]
- 2019: Piłsudski jako Witold Jodko-Narkiewicz[15]
- 2019: Supernova jako Adam Nowak[16]
- 2019: Solid Gold jako policjant Maks[17]
- 2020: Bez skrupułów jako policjant Maks[18]
- 2020: Lepsza połowa jako komisarz Walc[18]
- 2022: Liczba doskonała jako Porywacz[18]
- 2022–2024: Sługa narodu jako Ignacy Konieczny[18]
- 2023: Mój agent jako reżyser Borys Warecki[18]
- 2024: Gra z Cieniem jako Witold Kosek[19]

### Dubbing
- 1992–1998: Batman
- 1993–1994: Hello Kitty
- 1994: Były sobie odkrycia
- 1996: Byli sobie odkrywcy
- 1996: O czym szumią wierzby – Kret
- 1996–1998: Kacper – Spooky (druga wersja dubbingowa)
- 1999–2001: Wodnikowe Wzgórze – Piątek
- 2001: Liga Sprawiedliwych
- 2002–2004: Fillmore na tropie –
  - Randall Julian (odc. 1)
  - Tony (odc. 3)
  - Nelson Kelloch (odc. 12)
  - Linus Santiago (odc. 16)
  - Ham Bowman (odc. 19)
  - Oskar (odc. 20)
- 2002–2007: Kim Kolwiek
- 2003: Legenda Nezha – Jifa
- 2003: Małgosia i buciki
- 2004–2006: Liga Sprawiedliwych bez granic
- 2004: Danny Phantom – Danny Phantom
- 2004–2007: Nieidealna – Ben Singer
- 2005: Maggie Brzęczymucha – Pupert
- 2006: Auta
- 2006–2011: Hannah Montana – Jackson Stewart
- 2006: Amerykański smok Jake Long
- 2006: 7 krasnoludków: Las to za mało – historia jeszcze prawdziwsza – Szczycik
- 2006: Pomocnik św. Mikołaja – Pier (odc. 5)
- 2006–2007: Lola i Virginia – Dawid
- 2007: Scooby Doo i śnieżny stwór – Pemba
- 2007: Na fali – Cody Maverick
- 2007: Nie ma to jak hotel – Trevor (odc. 29)
- 2007: Bibi Blocksberg
- 2007: Kucyki i przyjaciele
- 2007: Shrek Trzeci – Artur Pendragon
- 2007: Nastolatki z Beverly Hills – Wilshire Brentwood
- 2008: Opowieści z Narnii: Książę Kaspian – książę Kaspian
- 2008: Kung Fu Panda – Po
- 2008: Owocowe ludki – Długi
- 2008: Niezwykła piątka na tropie – Max
- 2008: Małpy w kosmosie – Ham
- 2008: Dzwoneczek – Terencjo
- 2008: Camp Rock – Nate
- 2008: Bunio i Kimba – Bunio
- 2008–2009: Ben 10: Obca potęga –
  - Alan (odc. 3, 25),
  - Mike Morning Star (odc. 5)
- 2008: Stacyjkowo – Edzio
- 2009: Prawdziwa historia Kota w Butach – młynarczyk Piotruś
- 2009: Koralina i tajemnicze drzwi – Wybie
- 2009: Hannah Montana: Film – Jackson Stewart
- 2009: Góra Czarownic – Matheson
- 2009: Ben 10: Obcy rój – Ben Tennyson
- 2009: O, kurczę! – Pete Ivey
- 2009: Jonas – Nick Jonas
- 2009–2014: Fanboy i Chum Chum – Fanboy
- 2010: Jeż Jerzy – Krzyś
- 2010: Percy Jackson i bogowie olimpijscy: Złodziej pioruna – Percy Jackson
- 2010: Nasza niania jest agentem – Poldark
- 2010: Ja w kapeli – Tripp
- 2010: Disco robaczki – Bogdan
- 2010: ModNation Racers (gra video) – Gary Reasons[20]
- 2010: Ryś i spółka, czyli zwierzaki kontratakują – Ryś Ryszard
- 2010: Jonas w Los Angeles – Nick Jonas
- 2010: Stuart Malutki – Stuart Malutki
- 2010: Camp Rock 2: Wielki finał – Nate
- 2010: Hot Wheels: Battle Force 5 – Vert
- 2010: Święta, święta i Po – Po
- 2010: Ostatni władca wiatru – Sokka
- 2010: Megamocny – Minion
- 2011: Lemoniada Gada – Charlie Delgado
- 2011: Kung Fu Panda 2 – Po
- 2011: Jeż Jerzy – Krzyś
- 2011: Sala samobójców – zdrajca
- 2011: Kung Fu Panda: Legenda o niezwykłości – Po
- 2011: Kapitan Ameryka: Pierwsze starcie – James „Bucky” Barnes
- 2011: Z kopyta – Rudy
- 2011: Toy Story: Zestaw pomniejszony – Mini Buzz[21]
- 2013: Rysiek Lwie Serce – Rysiek
- 2013: Kot Billy – Billy
- 2013: Jeden z gangu – Billy
- 2013: Koty mówią! – Billy
- 2014: Kapitan Ameryka: Zimowy żołnierz – Zimowy Żołnierz / James „Bucky” Barnes
- 2014: Niesamowity Spider-Man 2 – Zielony Goblin / Harry Osborn
- 2014: Piorun i magiczny dom – Daniel[22]
- 2016: Akademia Skylandersów – Spyro
- 2016: Kung Fu Panda 3 – Po
- 2016: Kapitan Ameryka: Wojna bohaterów – James „Bucky” Barnes
- 2018: Czarna Pantera – James „Bucky” Barnes
- 2018: Avengers: Wojna bez granic – James „Bucky” Barnes
- 2018: Wodnikowe Wzgórze – Leszczynek
- 2019: Avengers: Koniec gry – James „Bucky” Barnes
- 2020: Sonic. Szybki jak błyskawica – Sonic
- 2021: Flora i Ulisses – George Buckman
- 2021: Falcon i Zimowy Żołnierz – Zimowy Żołnierz / James „Bucky” Barnes
- 2021: A gdyby…? – Bucky Barnes
- 2021: Legendy Marvela – Zimowy Żołnierz / James „Bucky” Barnes (odc. 1, 3-4, 10 – nagranie archiwalne)
- 2022: Sonic 2. Szybki jak błyskawica – Sonic
- 2024: Sonic 3. Szybki jak błyskawica – Sonic
- 2025: Kapitan Ameryka: Nowy wspaniały świat‎‎ – James „Bucky” Barnes

### Teatr
- 1995: Mały Książę jako bohater tytułowy (reż. Cezary Domagała), Teatr im. Ludwika Solskiego w Tarnowie
- 2002: Antygona jako Chłopiec (reż. Ireneusz Janiszewski), Teatr im. Ludwika Solskiego w Tarnowie[23]
- 2004: 2 maja jako Jacek Gołąb (reż. Agnieszka Glińska), Teatr Narodowy w Warszawie
- 2004: Pamiętnik z powstania warszawskiego (reż. Maria Zmarz-Koczanowicz), Teatr telewizji
- 2004: Od dziś będziemy dobrzy (reż. Paweł Sala), Teatr telewizji
- 2005: Makbet jako Donalbajn (reż. Piotr Kruszczyński), Teatr Polski w Warszawie
- 2005: Odyseja jako Telemach (reż. Jarosław Kilian), Teatr Polski w Warszawie
- 2005: Kosmos jako Fuks (reż. Jerzy Jarocki), Teatr Narodowy w Warszawie
- 2005: Bezimienne dzieło jako Plazmonik (reż. Jan Englert), Teatr Collegium Nobilium/Akademia Teatralna im. A. Zelwerowicza w Warszawie
- 2005: Agata szuka pracy jako Nieznajomy (reż. Krzysztof Rekowski), Laboratorium Dramatu w Warszawie
- 2005: Pieniądze i przyjaciele jako Martin (reż. Agnieszka Glińska), Teatr telewizji
- 2006: Trzy siostry jako Mikołaj Lwowicz Tuzenbach, Włodzimierz Karłowicz Rode (reż. Agnieszka Glińska), Teatr Collegium Nobilium/Akademia Teatralna im. A. Zelwerowicza w Warszawie
- 2006: Poduszyciel jako Katurian (reż. Agnieszka Glińska), Teatr Narodowy w Warszawie
- 2006: Kosmos jako Fuks (reż. Jerzy Jarocki), Teatr telewizji
- 2007: Śluby panieńskie jako Gustaw (reż. Jan Englert), Teatr Narodowy w Warszawie
- 2007: Dobrze jako Wnuczek (reż. Tomasz Man), Teatr telewizji
- 2008: Mrok jako Marek (reż. Artur Tyszkiewicz), Teatr Narodowy w Warszawie
- 2008: Wiele hałasu o nic jako Posłaniec (reż. Maciej Prus), Teatr Narodowy w Warszawie
- 2008: Kryptonim "Gracz" jako Młody Jerzy Pawłowski (reż. Agnieszka Lipiec-Wróblewska), Teatr telewizji
- 2009: Tango jako Artur (reż. Jerzy Jarocki), Teatr Narodowy w Warszawie
- 2009: Balladyna jako Von Kostryn (reż. Artur Tyszkiewicz), Teatr Narodowy w Warszawie
- 2010: Kreacja jako Pan (reż. Bożena Suchocka), Teatr Narodowy w Warszawie
- 2011: Lorenzaccio jako Lorenzo Medici (reż. Jacques Lassalle), Teatr Narodowy w Warszawie
- 2011: Lawrence&Holloman jako Lawrence (reż. Grzegorz Chrapkiewicz), Teatr Syrena w Warszawie
- 2011: Nosferatu jako Jonathan Harker (reż. Grzegorz Jarzyna), Teatr Narodowy w Warszawie
- 2012: Trójka do potęgi jako Adam Rowiński (reż. Wojciech Malakajt), Teatr Syrena w Warszawie
- 2012: Pożegnania jako Paweł (reż. Agnieszka Glińska), Teatr Narodowy w Warszawie
- 2012: Królowa Margot jako Karol IX (reż. Grzegorz Wiśniewski), Teatr Narodowy w Warszawie
- 2009: Tango jako Artur (reż. Jerzy Jarocki), Teatr telewizji
- 2013: Bezimienne dzieło jako Plazmonik Blödenstaug (reż. Jan Englert), Teatr Narodowy w Warszawie
- 2013: Rzecz o banalności miłości jako Michael Ben Szaked (reż. Feniks Falk), Teatr telewizji
- 2014: Iwona, księżniczka Burgunda jako Szambelan (reż. Agnieszka Glińska), Teatr Narodowy w Warszawie
- 2014: Imię jako Claude (reż. Grzegorz Chrapkiewicz), Tito Productions
- 2015: Kordian jako bohater tytułowy (reż. Jan Englert), Teatr Narodowy w Warszawie
- 2015: Suplement. Soplicowo-owocilpos (reż. Piotr Cieplak), Teatr Narodowy w Warszawie
- 2017: Śluby panieńskie jako Gustaw (reż. Jan Englert), Teatr telewizji
- 2017: Mrok jako Marek (reż. Artur Tyszkiewicz), Teatr telewizji
- 2018: Fryderyk jako Adam Mickiewicz (reż. Agnieszka Lipiec-Wróblewska), Teatr telewizji
- 2018: Pożegnania jako Paweł (reż. Agnieszka Glińska), Teatr telewizji
- 2019: Dobrze się kłamie jako Cossimo (reż. Marcin Hycnar), Tito Productions[24]
- 2022: Mąż i żona jako Hrabia Wacław (reż. Krystyna Janda), Teatr Polonia w Warszawie[25]
- 2022: Amadeusz jako Mozart (reż. Anna Wieczur), Teatr Dramatyczny m. st. Warszawy[26]
- 2023: Pogo (reż. Kinga Dębska), Teatr Polonia w Warszawie[27]
- 2023: Na rauszu jako Mikołaj (reż. Marcin Hycnar), Teatr Polonia, Warszawa[28]
- 2024: Nasze żony jako Paul (reż. Wojciech Malajkat), Krakowski Teatr Scena STU[29]

### Reżyseria
- 2011: Aaa zatrudnimy clowna, Matei Visniec, Teatr Montownia / Och-Teatr, Warszawa[30]
- 2012: Matka Polka terrorystka, Katarzyna Wasilewska, Teatr Montownia / Teatr Polonia, Warszawa[31]
- 2013: Kolorowa, czyli biało-czerwona, Piotr Przybyła, Teatr Powszechny im. Zygmunta Hübnera, Warszawa[32]
- 2013: W mrocznym mrocznym domu, Neil LaBute, Teatr im. Juliusza Słowackiego, Kraków[33]
- 2014: Tonacja blue, David Hare, Akademia Teatralna, Warszawa[34]
- 2014: Jakobi i Leidental, Hanoch Levin, Teatr Powszechny im. Zygmunta Hübnera, Warszawa[35]
- 2015: Opowiadanie brazylijskie, Jarosław Iwaszkiewicz, Teatr Narodowy, Warszawa[36]
- 2015: Romeo i Julia, William Shakespeare, Teatr im. Juliusza Słowackiego, Kraków[37]
- 2016: Opowieści o zwyczajnym szaleństwie, Petr Zelenka, Akademia Teatralna, Warszawa[38]
- 2017: Opowieść zimowa, William Shakespeare, Teatr Narodowy, Warszawa[39]
- 2017: Porachunki z katem, Martin McDonagh, Teatr im. Ludwika Solskiego w Tarnowie[40]
- 2019: Księżniczka na opak wywrócona, Pedro Calderón de la Barca, Teatr im. Ludwika Solskiego w Tarnowie[41]
- 2019: Dobrze się kłamie, w oparciu o film Paolo Genovese, Tito Productions / Teatr Studio Buffo w Warszawie[42]
- 2019: Fizycy, Friedrich Dürrenmatt, Akademia Teatralna, Warszawa[43]
- 2021: Wojna na trzecim piętrze, Pavel Kohout, Teatr im. Stefana Jaracza w Łodzi (opieka reżyserska)[44]
- 2021: Stramer, Mikołaj Łoziński, adaptacja: Marcin Hycnar, Akademia Teatralna im. A. Zelwerowicza, Teatr Collegium Nobilium, Warszawa[45]
- 2021: Słoneczni chłopcy, Neil Simon, Och-teatr, Warszawa[46]
- 2022: Na zdrowie, Sally Potter, Tito Productions / Mała Warszawa w Warszawie[47]
- 2023: Dolce vita, Julia Holewińska i Kuba Kowalski, Teatr Współczesny w Warszawie, Scena w Baraku[48]
- 2023: Na rauszu, Thomas Vinterberg i Tobias Lindholm (adaptacja sceniczna Claus Flygare), Teatr Polonia, Warszawa[49]
- 2024: Bóg mordu, Yasmina Reza, Teatr im. Ludwika Solskiego w Tarnowie[50]
- 2024: Cud, że jeszcze żyjemy, Thornton Wilder, Teatr Współczesny w Warszawie[51]

### Publikacje
- „Sieroty z Waterknees” – sztuka dramatyczna, druk: Dialog nr 7-8/2014

## Nagrody
- 2006 – XXIV Festiwal Szkół Teatralnych w Łodzi: Grand Prix za wybitną osobowość sceniczną, wyróżnienie Szkoły Reduta Berlin za najbardziej organiczną grę aktorską, nagrody publiczności, dziennikarzy, Jana Machulskiego i festiwalowej gazetki Tupot za rolę Plazmonika w Bezimiennym dziele
- 2006 – Festiwal Szkół Teatralnych w Bratysławie: nagroda za najlepszą rolę męską za rolę Plazmonika w Bezimiennym dziele
- 2006 – nagroda im. Andrzeja Nardellego za najlepszy debiut sezonu 2005/2006 za rolę Fuksa w Kosmosie
- 2006 – nominacja do Feliksa Warszawskiego w kategorii Najlepszy Aktor za rolę Fuksa w Kosmosie
- 2008 – Feliks Warszawski dla najlepszego aktora sezonu 2007/2008 za rolę Marka w Mroku
- 2011 – Talenty Trójki 2010/2011 w kategorii Teatr
- 21 maja 2012 – Festiwalu Teatru Polskiego Radia i Teatru Telewizji Polskiej „Dwa Teatry” – Grand Prix festiwalu w kategorii słuchowisk Teatru PR – za rolę tytułową w słuchowisku Hamlet Williama Szekspira w reżyserii Waldemara Modestowicza[52].
- 2013 – Sopot – XIII Festiwal Teatru Polskiego Radia i Teatru Telewizji Polskiej „Dwa Teatry” – Grand Prix za przedstawienie „Tango” (za rolę Artura w przedstawieniu)
- 2013 – Warszawa – Feliks Warszawski w kategorii „najlepsza pierwszoplanowa rola męska” za rolę Karola IX w przedstawieniu „Królowa Margot” w Teatrze Narodowym w Warszawie
- 2014 – Kraków – Forum Młodej Reżyserii, II nagroda ufundowana przez Stowarzyszenie Autorów ZAiKS za spektakl „Jakobi i Leidental”
- 2017 – odznaczony Srebrnym Krzyżem Zasługi
- 2019 – Nagroda Jury za reżyserię spektaklu „Księżniczka na opak wywrócona” z Teatru im. Ludwika Solskiego w Tarnowie na XXIII Ogólnopolskim Festiwalu Komedii TALIA[53]
- 2019 – Nagroda Publiczności za spektakl „Księżniczka na opak wywrócona” z Teatru im. Ludwika Solskiego w Tarnowie na XXIII Ogólnopolskim Festiwalu Komedii TALIA[54]
- 2021 – Grand Prix za spektakl „Dobrze się kłamie” – XXV Ogólnopolski Festiwal Komedii TALIA w Tarnowie[55]
- 2022 – Grand Prix za spektakl „Słoneczni chłopcy” z Och Teatru w Warszawie – XXVI Ogólnopolski Festiwal Komedii TALIA w Tarnowie[56]
- 2022 – Nagroda Publiczności za spektakl „Słoneczni chłopcy” z Och Teatru w Warszawie – XXVI Ogólnopolski Festiwal Komedii TALIA w Tarnowie[56]
- 2024 – Grand Prix za rolę w spektaklu „Pogo” w reż. K. Dębskiej z Teatru Polonia w Warszawie - II Festiwal Sztuki Aktorskiej TEATROPOLIS w Łodzi - kategoria OPEN[57]
- 2024 – Kaliskie Spotkania Teatralne - Festiwal Sztuki Aktorskiej - Wyróżnienie Jury, Nagroda Dziennikarzy za rolę w spektaklu „Pogo” w reż. K. Dębskiej oraz tytuł „Naj-Bogusławskiego Spektaklu” (Plebiscyt Publiczności)[58]